# Yasuharu Sorimachi
Yasuharu Sorimachi (Saitama, 8. ožujka 1964.) japanski je nogometaš.

## Klupska karijera
Igrao je za Yokohama Flügels i Bellmare Hiratsuka.

## Reprezentativna karijera
Za japansku reprezentaciju igrao je od 1990. do 1991. godine. Odigrao je 4 utakmice.

## Statistika
| Japan  | Japan | Japan |
| Godina | Nast. | Gol.  |
| ------ | ----- | ----- |
| 1990.  | 2     | 0     |
| 1991.  | 2     | 0     |
| Ukupno | 4     | 0     |

## Vanjske poveznice
- National Football Teams
- Japan National Football Team Database